# まえがみ太郎
『まえがみ太郎』（まえがみたろう）は、松谷みよ子の童話を原作としたスペシャルアニメ。1979年4月29日にフジテレビ系列の『日生ファミリースペシャル』で放送された。

## ストーリー
大晦日の夜、行き倒れになった旅人を救った、心優しいじいさまとばあさまは、翌朝山の麓で捨てられた赤子を拾う。その子こそが、旅人の正体である「お正月さん」が2人に託した髪の子であった。
成長したその子は自らを「まえがみ太郎」と名乗り、村に粉塵を吹き上げるドードー山に入っていく。

## キャスト
- 太郎 – 松田辰也
- じいさま – 矢田稔
- ばあさま – 麻生美代子
- ツバメトビ – 池田昌子
- 火の鳥 – 森山周一郎
- 牛鬼 – 青木和代
- 牛鬼の子 – つかせのりこ
- くじら – 常田富士男
- お姫さま – 横沢啓子
- 語り – 山谷初男

## 放送時間
- 土曜16:20 - 17:35（JST）

## スタッフ
- 脚本 - 宮崎晃
- 音楽 - 田辺信一
- キャラクターデザイン・作画監督 - 百瀬義行
- 絵コンテ・演出 - 斎藤博
- 美術監督 - 川本征平
- 録音監督 - 斯波重治
- 撮影監督 - 黒木敬七
- 色指定・検査 - 小山明子
- 編集 - 岡安肇
- 動画作監 - 森友典子
- 作画 - こさこ吉重、坂巻貞彦、白川忠志、野田拓実、後上義隆、動画工房、北島信幸、石之博和、小湊昇、菅原浩喜、都丸保、スタジオルック、岡豊
- 仕上 - スタジオ・ロビン、スタジオキリー、スタジオルック、スタジオM
- 背景 - アトリエ・ローク
- プロデューサー - 松土隆二

## 主題歌
- オープニングテーマ「まえがみ太郎」

作詞 - 島武実 / 作曲 - 佐瀬寿一 / 編曲 - 田辺信一 / 歌 - 金子栄一
- 挿入歌「お正月さまの歌」（原曲：わらべ歌「正月ええもんだ」）

作詞 - 島武実 / 作曲 - 佐瀬寿一 / 編曲 - 田辺信一 / 歌 - まえがみ太郎オールキャスト
| フジテレビ系 日生ファミリースペシャル  | フジテレビ系 日生ファミリースペシャル | フジテレビ系 日生ファミリースペシャル |
| 前番組                                 | 番組名                                | 次番組                                |
| -------------------------------------- | ------------------------------------- | ------------------------------------- |
| がんばれ!ぼくらの ヒット・エンド・ラン | まえがみ太郎                          | バッタ君町へ行く                      |